# Violette Jacquet-Silberstein
Violette Jacquet-Silberstein (Petroșani, 9 de noviembre de 1925 - París, 28 de enero de 2014) fue una violinista rumana que formó parte de la Orquesta de mujeres de Auschwitz. Superviviente del Holocausto, prestó testimonio de su pasado.

## Biografía
Violette Fiorica Silberstein nació el 9 de noviembre de 1925, en Petroșani, Rumania, en una familia de judíos húngaros. Llegó a Francia a la edad de 3 años. Su familia se instaló en Boulogne-sur-Mer y más adelante en El Havre.
Con 14 años comenzó el éxodo. Partió con su familia hacia París, y después hacia Lille, donde un tío los acogió.
El 1 de julio de 1943, Silberstein fue detenida junto a sus padres por la Gestapo, tras la denuncia del amante de su tía. Todos ellos fueron llevados al campo de reagrupamiento de Malinas, en el Drancy belga. El 31 de julio de 1943 fueron deportados a Auschwitz.
A su llegada a Auschwitz, Silberstein fue separada de sus padres, a los que no volvió a ver. Es probable que fueran gaseados inmediatamente. "Por mi madre lo supe desde el primer día. Cuando le pregunté a la mujer que nos tatuó, ella señaló las dos chimeneas a lo lejos. Le pregunté si trabajaba en la fábrica. Ella me respondió: "Una fábrica de muerte." Y me explicó lo que hacían.»
Silberstein escapó del exterminio al ser reclutada como violinista en la Orquesta de mujeres de Auschwitz. Esta orquesta estaba formada por unas cuarenta mujeres y tocaba todos los días cuando los judíos salían y volvían a trabajar en los comandos y los domingos por la tarde para los oficiales de las SS del campo. Sus condiciones de detención eran menos duras que las de otras mujeres: menos gente en el bloque, un colchón de paja y una manta por persona, así como una comida real y una ducha diaria (en comparación con una al mes para las demás presas). Cogió tifus, tras sufrir una sarna purulenta y un flemón en el brazo que le extirparon pero no le cosieron.
Violette Silberstein fue evacuada de Auschwitz en octubre de 1944 al campo de Bergen-Belsen. Fue liberada por los ingleses el 15 de abril de 1945. Regresó a Francia el 24 de mayo, siendo la única superviviente de su familia. Ella nunca supo qué le pasó a su padre.
Tras la guerra, Violette Jacquet-Silberstein cantó en cabarets parisinos y luego en Tolón. Relató su historia en Les sanglots longs des violons de la mort (Los largos sollozos de los violines de la muerte), una historia autobiográfica para niños.
Desde marzo de 2009, Violette Jacquet-Silberstein estuvo residiendo en el Instituto Nacional de Discapacitados (INI), en el distrito 7º de París. Murió allí a los 88 años, el 28 de enero de 2014.

## Reconocimientos
Fue nombrada Caballero de la Legión de Honor. En 2008 se presentó en Aviñón una obra de teatro inspirada en su libro autobiográfico, Vis au long de la vie (Vive a lo largo de la vida), también representada en París al año siguiente.

## Obra
- Les sanglots longs des violons de la mort (Los largos sollozos de los violines de la muerte), Oskar Éditions, 2005. Historia autobiográfica para niños. 2009